# Proxiuber australe
Proxiuber australe är en snäckart som först beskrevs av Hutton 1878.  Proxiuber australe ingår i släktet Proxiuber och familjen borrsnäckor. Inga underarter finns listade i Catalogue of Life.